# Anatocismo
L'anatocismo (dal greco ἀνατοκισμός anatokismós, composto di ανα- «sopra, di nuovo» e τοκισμός «usura»), detto anche interesse composto, nel linguaggio bancario è la produzione di interessi (capitalizzazione) da altri interessi scaduti e non pagati, su un determinato capitale.
Nella prassi bancaria tali interessi vengono definiti composti. Esempi di anatocismo sono il calcolo dell'interesse attivo su un conto di deposito o il calcolo dell'interesse passivo di un mutuo.

## Ordinamento italiano
Nell'ordinamento italiano l'anatocismo è espressamente disciplinato dall'art. 1283 del codice civile, che recita testualmente: “In mancanza di usi contrari, gli interessi scaduti possono produrre interessi solo dal giorno della domanda giudiziale o per effetto di convenzione posteriore alla loro scadenza, e sempre che si tratti di interessi dovuti almeno per sei mesi”. L'art.1283 c.c. prevede tre eccezioni al divieto di capitalizzazione degli interessi e più precisamente: 
- gli interessi che maturano “dal giorno della domanda giudiziale”. Per esempio, se un decreto ingiuntivo riguarda un ammontare comprensivo di una parte di capitale e di una parte di interessi non pagati, l'intera somma viene riconosciuta come un debito indistinto su cui maturano ulteriori interessi;
- la conclusione di una “convenzione posteriore alla scadenza” degli interessi. In tal caso, la somma maturata fino alla convenzione si intende come nuovo capitale prestato e sul totale di tale importo possono maturare nuovi interessi. Ciò avviene anche ove si verifichi un ritardato pagamento di una rata di mutuo, altrimenti il debitore non avrebbe alcun interesse a pagare il dovuto entro la scadenza (se la quota di mutuo riferita a interessi non genera interessi, perché non pagare il più tardi possibile?). Tuttavia anche in questo caso c'è anatocismo se gli interessi di mora sono calcolati come interessi composti e non come interessi semplici (cfr. sezione successiva);
- la “mancanza di usi contrari”. Nella prassi, a partire dal 1952, questa frase è stata interpretata dall'ABI prevedendo nei contratti bancari la capitalizzazione degli interessi (leggasi "la possibilità di registrare una situazione di anatocismo") a favore della banca ogni tre mesi (a marzo, a giugno, a settembre e a dicembre) e quelli a favore del cliente solo annualmente (per un commento sull'interpretazione dell'ABI, cfr. sezione successiva). Anche grazie a varie pronunce della Suprema Corte sul tema, con la legge di stabilità 2014[2], nel modificare l'art.120 comma 2 del Testo unico bancario (TUB), è stato in un primo momento introdotto il divieto assoluto di anatocismo nelle operazioni bancarie. A distanza di pochi anni però, con il D.L. 14 febbraio 2016, n. 18, all'art. 17-bis, comma 1[3] è intervenuta una nuova modifica dell'art. 120 TUB. Oggi è previsto un divieto di capitalizzazione degli interessi debitori mentre per gli interessi di mora è stata stabilita la possibilità di capitalizzare. Sempre nel medesimo articolo è previsto che gli interessi debitori vengano conteggiati al 31 dicembre e che divengano esigibili il 1º marzo dell'anno successivo a quello in cui sono maturati a patto che il rapporto con la banca non si chiuda prima. Al cliente viene ora data la facoltà di chiedere la capitalizzazione anche degli interessi debitori: questi andranno ad incrementare, ogni 1º marzo, il valore del capitale (in pratica, per pagare l'interesse debitorio, si può "prendere a prestito" ed usare un nuovo capitale pari all'ammontare dell'interesse stesso).

## Implicazioni
Il calcolo degli interessi in regime di capitalizzazione composta anziché in regime di capitalizzazione semplice determina una crescita esponenziale del debito, di conseguenza per periodi inferiori all'anno l'importo calcolato con la capitalizzazione composta sarà inferiore a quello che si determina nella capitalizzazione semplice.
Giuridicamente, in un'obbligazione pecuniaria l'applicazione dell'anatocismo comporterebbe, per il debitore, l'obbligo di pagamento, non solo del capitale e degli interessi pattuiti, ma anche degli ulteriori interessi calcolati sugli interessi già scaduti.

## Giurisprudenza italiana
La legge non autorizza il pagamento degli interessi composti sulle quote di debito (capitale e interessi), che non sono state regolarmente pagate a scadenza. La sentenza della corte di Cassazione del 22 febbraio 2003 n. 2593 è molto chiara al riguardo: “Occorre, in primo luogo, rilevare che in ipotesi di mutuo per il quale sia previsto un piano di restituzione differito nel tempo, mediante il pagamento di rate costanti comprensive di parte del capitale e degli interessi, questi ultimi conservano la loro natura e non si trasformano invece in capitale da restituire al mutuante, cosicché la convenzione, contestuale alla stipulazione del mutuo, la quale stabilisca che sulle rate scadute decorrono gli interessi sulla intera somma integra un fenomeno anatocistico, vietato dall'art. 1283 c.c.”
In generale tuttavia gli istituti di credito applicano gli interessi di mora composti su tutta la quota di debito (capitale e interessi), di fatto ignorando la legislazione vigente.
Malgrado l'anatocismo sia un istituto conosciuto dagli albori del prestito ad interesse, la normativa italiana non ha raggiunto un sufficiente grado di completezza, tant'è che la disciplina si basa ancora sul codice civile del 1942, ed in particolare sull'art. 1283 c.c. Secondo questa norma, gli interessi scaduti, in assenza di usi contrari, possono produrre a loro volta interessi solo dal giorno della domanda giudiziale o per effetto di convenzione posteriore alla loro scadenza, sempre che si tratti di interessi dovuti almeno per sei mesi. In linea di principio, il codice civile vieta un regime di capitalizzazione composta degli interessi, ovvero il pagamento degli interessi su interessi di periodi precedenti.
Nonostante la tutela approntata dal citato articolo, che subordina l'anatocismo alla compresenza di alcuni presupposti ben determinati, per circa mezzo secolo nella prassi bancaria italiana hanno trovato applicazione pressoché generalizzata, nei contratti di apertura di conto corrente, le clausole di capitalizzazione trimestrale degli impieghi. Ciò grazie (anche) all'avallo della giurisprudenza, tanto di legittimità quanto di merito, che ha affermato la validità delle clausole di capitalizzazione trimestrale, escludendo l'esistenza di un contrasto con la previsione di cui all'art. 1283 codice civile, sulla base dell'affermazione dell'esistenza di un uso idoneo a derogare al divieto di anatocismo stabilito da tale norma.
Nel 1999 la Corte di cassazione, invertendo il proprio orientamento giurisprudenziale, ha più volte affermato la nullità della clausola di capitalizzazione trimestrale, sostanzialmente argomentando nel senso della inesistenza di un uso normativo idoneo a derogare all'art. 1283 c.c.
Per evitare scompensi tra il lavoro dei giudici e la prassi, il legislatore ha ritenuto opportuno, con il decreto legislativo 4 agosto 1999, n. 342 (cosiddetto «decreto salvabanche», presentato il 23 luglio 1999 dal Governo D'Alema I), modificare l'art. 120 del decreto legislativo 1º settembre 1993, n. 385 (Testo unico delle leggi in materia bancaria e creditizia): tale intervento ha introdotto in materia il principio della eguale cadenza di capitalizzazione dei saldi attivi e passivi, nel contempo stabilendo – con norma transitoria – una sanatoria per il pregresso, facendo salve le clausole di capitalizzazione trimestrale contenute nei contratti conclusi prima dell'entrata in vigore della nuova disciplina.
La norma transitoria è stata però dichiarata illegittima, per eccesso di delega e conseguente violazione dell'articolo 77 della Costituzione, dalla Corte Costituzionale (sentenza 17 ottobre 2000, n. 425,). La Consulta, con la citata sentenza, ha abrogato l'art. 25, comma 3, dichiarato incostituzionale per: l'irretroattività della legge, la disparità di trattamento fra soggetti del testo Unico Bancario e creditori sottoposti all'anatocismo, il non rispetto dell'autonomia e indipendenza della magistratura.
A seguito della sentenza della Consulta, il Governo Amato approvò il decreto-legge 29 dicembre 2000, n. 394, convertito con modificazioni dalla legge 28 febbraio 2001, n. 24. Il decreto fornisce l'interpretazione autentica della legge antiusura n. 108 del 1996.
Venuta meno la norma transitoria, finalizzata ad assicurare validità ed efficacia alle clausole di capitalizzazione degli interessi inserite nei contratti bancari stipulati anteriormente alla entrata in vigore della nuova disciplina, paritetica, della materia, la Corte di Cassazione ha continuato, con un'ulteriore serie di sentenze (tra le altre, si veda la sentenza 13 dicembre 2002, n. 17813), a ribadire il suo approccio più recente, peraltro estendendo i principi enunciati inizialmente con riferimento al conto corrente bancario anche ai contratti di mutuo. Infine, con sentenza n. 21095/2004 (Cass. Civ., SS.UU., 4 novembre 2004, n. 21095), la suprema Corte ha confermato in modo netto il mutamento del 1999, così consolidando il nuovo trend giurisprudenziale.

### Anatocismo e usura
Anatocismo e usura sono illeciti radicalmente diversi dal punto di vista giuridico. L'anatocismo, se applicato in modo difforme da quanto previsto dall'art. 1283 c.c., è un illecito civile, privo di risvolti penali, invece l'usura è vietata dal codice penale.
Anatocismo e usura sono modi diversi di ottenere una remunerazione fuori mercato dei capitali "prestati", il primo con l'applicazione di interessi minori su una base più larga pari al debito residuo e alle quote interessi già pagate, la seconda con l'applicazione diretta di interessi esorbitanti.
L'anatocismo è ammesso solo a determinate condizioni dal codice civile, mentre non riceve menzione in quello penale, per cui chi pratica l'anatocismo non pone in essere alcun illecito di rilevanza penale.

### Sistema sanzionatorio
Gli oneri per la pratica anatocistica sono molto contenuti. Si limitano al rimborso delle somme ingiustamente estorte, con relativi interessi legali. Non esiste una modalità ufficiale di calcolo, ma la giurisprudenza maggioritaria si è orientata nel senso di applicare in luogo della capitalizzazione trimestrale la capitalizzazione semplice (che non prevede alcuna capitalizzazione) o, più raramente, la capitalizzazione annuale. Il tasso di interesse è quello legale se non vi è una valida pattuizione e se il contratto è stato stipulato prima del 1/1/1994, entrata in vigore del Testo Unico Bancario (D.Lgs. n. 385 del 1993); ovvero al tasso previsto dall'art. 117 TUB (rendimento medio dei BOT) applicato in senso favorevole al correntista. Affinché si possa parlare di valida pattuizione è opportuno che vi sia un accordo scritto sottoscritto da entrambe le parti. Non costituisce valida pattuizione la semplice comunicazione del tasso applicato.
Il giudice di merito può riconoscere il risarcimento del danno esistenziale e biologico.
In base alla legge n. 281/98, chi non rispetta il provvedimento del Giudice deve pagare allo Stato una somma di denaro che verrà, per effetto della medesima disposizione di legge, destinata ad iniziative a vantaggio dei consumatori.
Le sanzioni in caso di usura sono più incisive. Il diritto penale annovera l'usura come reato (art. 644 c.p.) e ciò comporta una maggiore reazione dell'ordinamento giudiziario rispetto a un illecito civile. Il reato di usura prevede l'apertura di un'indagine penale, con intervento del Pubblico Ministero che ha particolari poteri di indagine e persecutori nei confronti di possibili usurai.
Sul fronte civilistico le sanzioni conseguenti all'usura sono molto incisive e particolarmente penalizzanti per l'usuraio. L'Art. 1815 c.c prevede che in caso di usura, non siano dovuti interessi. Tale norma è stata modificata dalla legge 108/1996 che ha inasprito la sanzione. In precedenza il legislatore riconosceva comunque il tasso legale sul capitale erogato dall'usuraio.
Il sistema bancario non è immune dal reato di usura, ma anzi è prevista un'aggravante specifica nel caso in cui il reato sia commesso da un soggetto che esercita l'attività bancaria (Art. 644 c.p. n. 1). Purtroppo si sono verificati molti casi di istituti di credito, banche e società finanziarie che sono state condannate dai tribunali per aver applicato interessi usurari (ex multis: Tribunale di Monza Sent. n. 1967 dell'11-06-2007, Tribunale di Rho Sent. n. 76 del 28/02/2006, Tribunale di Rho Sent. n. 4 del 10/01/2006). Il ctu Michel Emi Maritato si è mobilitato per riuscire a mantenere inalterato quanto ciascuna azienda vanta o potrà vantare dagli istituti di credito a titolo di restituzione di Indebiti Bancari.
I fatti salienti sono i seguenti:
nel febbraio 2011 la Suprema Corte di Cassazione a Sezioni Unite con sentenza n. 24418 del 2 dicembre 2010 ha sancito definitivamente che il diritto alla restituzione di tutti gli indebiti rilevabili sui conti correnti bancari (dall'Anatocismo, agli interessi Ultralegali, alle Commissioni di massimo scoperto illegittime, all'Usura Bancaria…) si prescrive nel termine di dieci anni dalla chiusura del conto corrente.
Con tale sentenza si è confermato quindi che un correntista, che ha utilizzato fidi bancari pagando interessi passivi trimestrali, può vantare il proprio diritto alla restituzione di quanto pagato illegittimamente in più alla banca, tornando indietro a rielaborare i propri conti fino al 1952.
Il milleproroghe votato ed entrato in vigore è stato sollevato di incostituzionalità da diversi Tribunali, come la causa del 13 aprile 2011 – Anatocismo. Tribunale di Roma, rimanendo in attesa di decisione della Corte Costituzionale. Dopo aver abbattuto il debito del correntista nei confronti della banca per oltre mezzo milione di euro a seguito della rielaborazione contabile con la sola capitalizzazione annuale e altre illegittimità, il giudice Antonella Izzo dispone di rielaborare i conti senza alcuna capitalizzazione seguendo la sentenza 24418 della Sezioni Unite della Cassazione del dicembre 2010, disapplicando completamente il Milleproroghe senza nemmeno prenderlo in considerazione. Con un'importante sentenza, poi, il Tribunale di Ancona ha sancito la nullità del decreto ingiuntivo ottenuto da un Istituto di credito nei confronti del fideiussore del debitore, in quanto nel contratto di conto corrente bancario oggetto del credito del quale si chiedeva l'escussione era applicato l'anatocismo, vale a dire la capitalizzazione degli interessi sugli interessi.
La sentenza è particolarmente significativa, in quanto, secondo il Tribunale marchigiano il semplice estratto conto non costituisce prova della somma dovuta dall'utente bancario. Dall'esibizione in giudizio della documentazione richiesta dal magistrato, è, quindi, emerso che la Banca nel corso degli anni aveva illegittimamente applicato l'anatocismo sugli interessi passivi.
Il Tribunale di Ancona ha, quindi, stabilito che, oltre, al debitore principale anche il fideiussore può opporsi all'ingiunzione di pagamento dell'Istituto di credito.

## Formula per il calcolo degli interessi trimestrali
Il tasso annuo effettivo {\displaystyle i_{\text{eff}}} per un tasso nominale {\displaystyle i_{\text{t}}} composto {\displaystyle k} volte l'anno, è dato dalla seguente formula:
{\displaystyle i_{\text{eff}}={\left(1+{\frac {i_{\text{t}}}{k}}\right)}^{k}-1}
Ad esempio, per un periodo {\displaystyle t=3} mesi, l'interesse ogni anno viene composto {\displaystyle k={\frac {12{\text{ mesi}}}{t{\text{ mesi}}}}=4} volte.
Un tasso passivo {\displaystyle i_{\text{t}}} nominale del 9,94% per uno scoperto di conto corrente, equivale ad applicare un tasso effettivo {\displaystyle i_{\text{eff}}} del:
{\displaystyle {\left(1+{\frac {0,0994}{4}}\right)}^{4}-1=10,32\%}.
per cui risulta non corretto dalla trasparenza bancaria.
La soglia dell'usura per le aperture di credito in conto corrente è del 16,425.